# Corsica Viva
Corsica Viva és un grup polític nacionalista cors, format per antics membres del Moviment per l'Autodeterminació (MPA), branca política del FLNC-Canal Habitual. Corsica Viva ha estat aliat polític del FLNC del 5 de maig, però actualmenet Corsica Viva és lligat al FLNC del 22 d'octubre.